# Adelsdorf (Neuhof an der Zenn)
Adelsdorf ist ein Gemeindeteil des Marktes Neuhof an der Zenn im Landkreis Neustadt an der Aisch-Bad Windsheim (Mittelfranken, Bayern). Adelsdorf liegt in der Gemarkung Neuhof an der Zenn.

## Geografie
Durch das Dorf fließt die Zenn und der Katterbach, der dort als rechter Zufluss in die Zenn mündet. Unmittelbar nördlich des Ortes münden der Feuer- und der Eschenbach als linke Zuflüsse in die Zenn. Im Südwesten erhebt sich der Hirschberg und im Südosten der Mauserbuck. 0,5 km östlich befindet sich das Flurgebiet Ochsenwiese.
Adelsdorf hat einen Haltepunkt an der Zenngrundbahn. Die Staatsstraße 2413 führt nach Wilhermsdorf (2,7 km nordöstlich) bzw. an der Eichenmühle vorbei nach Trautskirchen (7 km westlich). Gemeindeverbindungsstraßen führen nach Dippoldsberg (2 km östlich), am Riedelshäuslein vorbei nach Altkatterbach zur Kreisstraße FÜ 10 (1,9 km südöstlich) bzw. zur Kreisstraße NEA 18 (1,7 km südlich).

## Geschichte
Im Jahre 1120 wurde von den Herren von Adelsdorf eine Burg errichtet, die während der Hussitenkriege (1430) zerstört wurde (→ Burgstall Adelsdorf).
Der Ort selbst wurde 1132 im Stiftungsbrief des Heilsbronner Klosters als „Adelsdorf“ erstmals urkundlich erwähnt. Das Kloster kaufte dort ein Gut von dem Bürger Dietericus. Der 2. Abt Nikolaus erwarb im Jahr 1164 den Zehnten. 1451/56 ließ der 22. Abt Kötzler in Adelsdorf eine Brücke und eine Kapelle bauen. 1503 erwarb das Kloster einen weiteren Hof von Konrad Deutsch. Insgesamt erwarb das Kloster sieben Anwesen, die im Dreißigjährigen Krieg völlig verödeten.
Gegen Ende des 18. Jahrhunderts gab es in Adelsdorf sieben Anwesen. Das Hochgericht übte das brandenburg-bayreuthische Stadtvogteiamt Markt Erlbach aus. Die Dorf- und Gemeindeherrschaft hatte das Kastenamt Neuhof. Grundherren waren das Kastenamt Neuhof (1 Hof, 1 Halbhof, 1 Gut, 3 Häuser, 1 Hirtenhaus, 1 Mühle) und die Herrschaft Wilhermsdorf (2 Häuser).
Von 1797 bis 1810 unterstand der Ort dem Justizamt Markt Erlbach und Kammeramt Neuhof. Im Rahmen des Gemeindeedikts wurde Adelsdorf dem 1811 gebildeten Steuerdistrikt Neuhof an der Zenn und der 1813 gegründeten Munizipalgemeinde Neuhof an der Zenn zugeordnet. Mit dem Zweiten Gemeindeedikt (1818) entstand die Ruralgemeinde Adelsdorf, zu der Dietrichshof gehörte. Sie war in Verwaltung und Gerichtsbarkeit dem Landgericht Markt Erlbach zugeordnet und in der Finanzverwaltung dem Rentamt Ipsheim. Bereits am 4. Januar 1824 wurde diese wieder nach Neuhof eingemeindet.

### Baudenkmal
- Haus Nr. 1: eingeschossiges Wohnstallhaus[10]

### Einwohnerentwicklung
| Jahr      | 001818 | 001840 | 001861 | 001871 | 001885 | 001900 | 001925 | 001950 | 001961 | 001970 | 001987 | 002017 |
| Einwohner | 86     | 121    | 100    | 90     | 93     | 95     | 91     | 142    | 126    | 113    | 134    | 151    |
| Häuser    | 11     | 20     |        |        | 19     | 19     | 18     | 20     | 20     |        | 40     |        |
| Quelle    | [ 12 ] | [ 13 ] | [ 14 ] | [ 15 ] | [ 16 ] | [ 17 ] | [ 18 ] | [ 19 ] | [ 20 ] | [ 21 ] | [ 22 ] | [ 1 ]  |

## Religion
Der Ort ist seit der Reformation evangelisch-lutherisch geprägt und bis heute nach St. Kilian gepfarrt. Die Katholiken gehören zur Kirchengemeinde Maria Namen, die ursprünglich eine Filiale von St. Michael war und seit 2019 eine Filiale von St. Johannis Enthauptung ist.